# Kalki Krishnamurthy

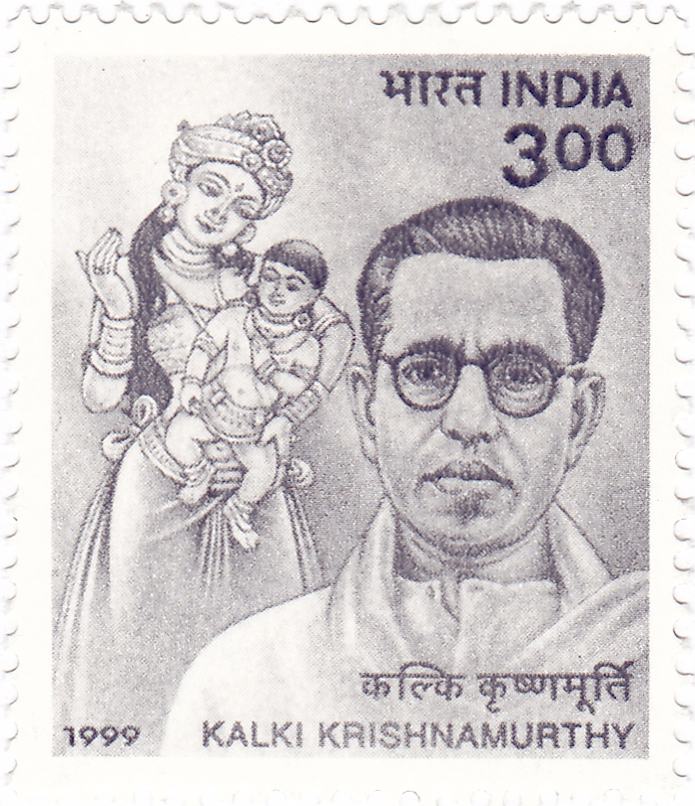
Kalki Krishnamurthy

Kalki Krishnamurthy (ur. 9 września 1899, zm. 5 grudnia 1954) – indyjski działacz niepodległościowy, powieściopisarz, dziennikarz, satyryk, poeta, i krytyk. Pisał w języku tamilskim. 